# タチスズメノヒエ
タチスズメノヒエ Paspalum urvillei は、イネ科の植物の一つ。南米原産の帰化植物である。株立ちになる多年草で、ほぼまっすぐに立つ穂が特徴的。この仲間では背の高くなるものである。牧草として使われることもあるが、日本本土では道ばたに見かける雑草である。しかし、沖縄ではサトウキビ畑の頑強な雑草で、他感作用を持つことも考えられている。

## 特徴
多年生草本で、根本で分枝するが匍匐枝は出さず、束になる形で多数の茎を出す。草丈は70-150cmだが、沖縄では2.5mまでになり、これは日本産のこの属のものでは一番大きい。葉身は長さ10-40cm、幅5-15mmで、縁はややざらつく。葉鞘は基部の方のものでは堅い毛がまばらに生え、上方のものでは鞘口部にまばらに毛がある以外には無毛となる。
花序は夏に出る。葉より高く立ち上がった茎の先端の方、10-40cmの部分に総（小穂の並ぶ枝）を10-20ほどつける。花茎も総もほぼ真上を向き、総はあるいはやや開き気味になり、花茎の先端も多少傾くことがある。総は長さ4-10cm、軸の片面に小穂が2ないし3列に並ぶ。小穂は卵形で先端はややとがり、長さ2-2.7mm。第一包穎はなく、第二包穎は小穂と同大、花軸側にあって、薄くてふくらみ、絹毛状の長毛が多数ある。第一小花は不実、その護穎は第二包穎の反対側の外面にあって扁平、主脈が目立ち、縁にだけ長毛が生える。第二小花は稔性で、護穎は小花より少し短く、革質で光沢があって縁が巻いている。果実が熟すとこれに包まれて落ちる。葯は淡黄色、柱頭は黒紫色。

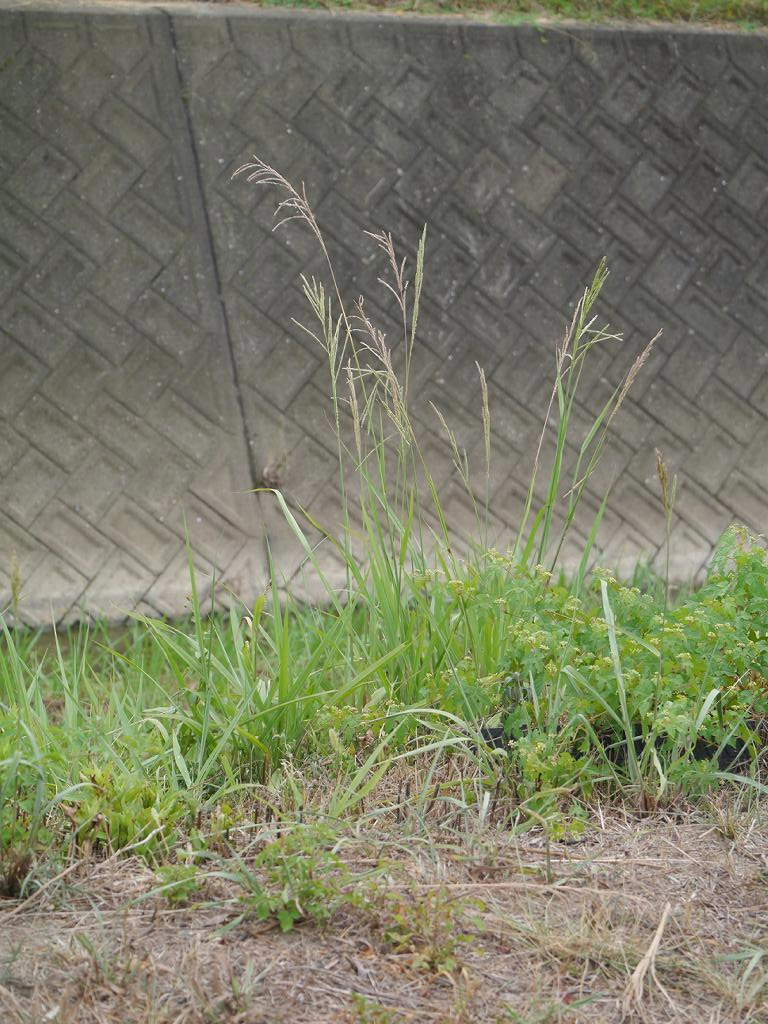
全体の姿
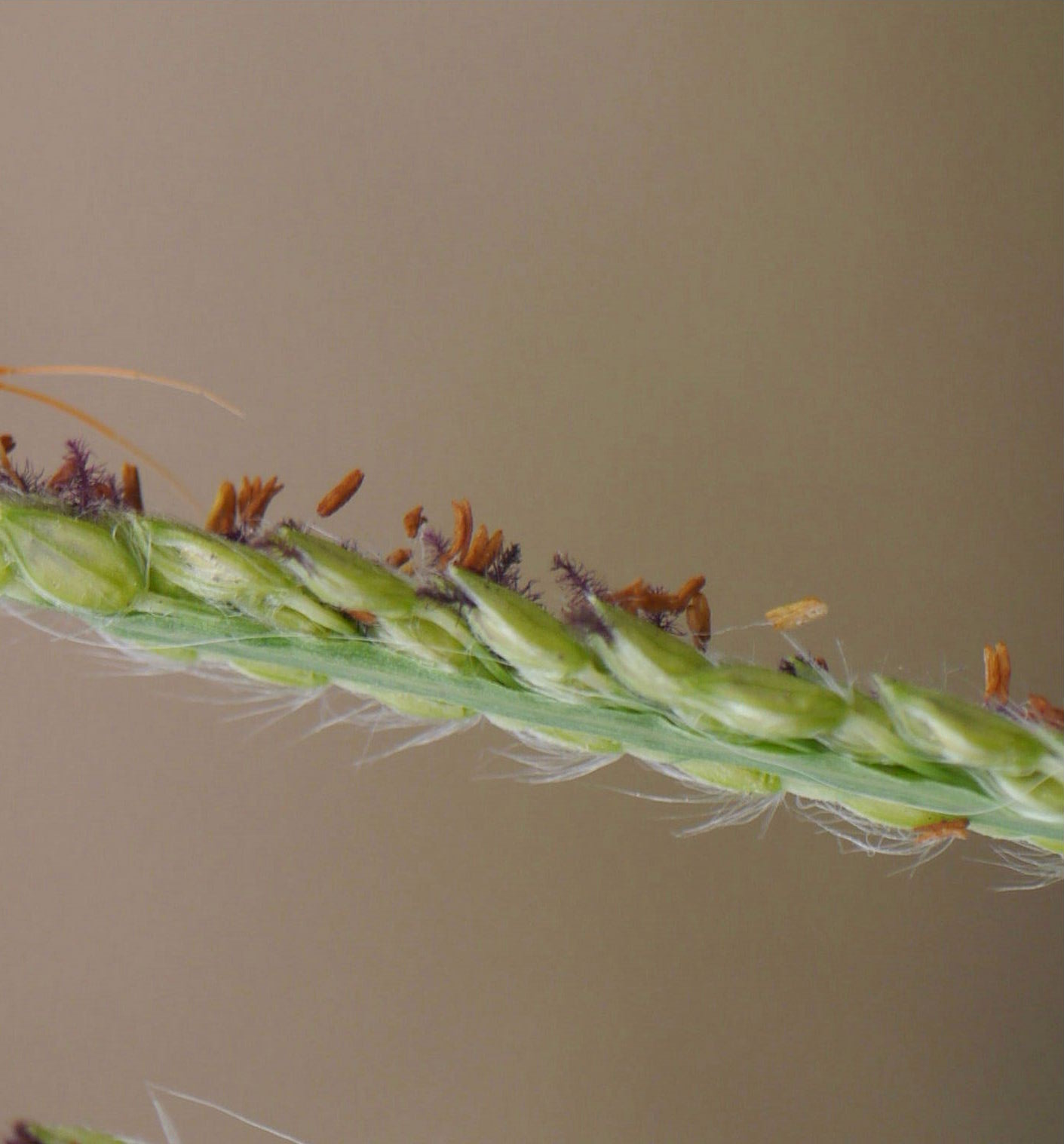
総の拡大

## 分布
原産は南アメリカだが、現在はアジア・アフリカ・オーストラリアなど世界の温暖な地域に広く分布している。日本では第二次大戦後に侵入し、本土では1958年に福岡県北九州市の海岸沿いの埋め立て地で発見されたのが最初とされている。現在では関東以西に広く分布する。

## 生育環境
荒れ地に生える。日本本土では道路脇から明るい草地などに見られる。沖縄ではそれだけでなくサトウキビ畑などにおける強力な雑草とされる。

## 類似種など
日本産の同属の中では小穂に絹毛状の毛が多い点で多くの種とは区別できる。その点ではシマスズメノヒエ P. dilatatum が似ているが、本種に比べると小穂が一回り大きく（長さ3-3.5mm）、総は数が少なく(3-6)、茎に沿って立つのではなく、大きく横に開いて出る点ではっきりと区別できる。

## 利害
日本本土においては単に背の高くなる雑草である。だが、沖縄ではサトウキビ畑にもよく繁茂し、繁茂度は高く、サトウキビに与える害は大きいという。沖縄のサトウキビ畑におけるもっとも害の大きい雑草4種の一つとして上げられている。これに関して、この種が作物および多種の雑草に対する他感作用を持ち、それにより自分が優占する状況を作っているとの予想があり、実際に植物体の抽出物に他の植物の抑制作用があることが認められている。
他方、暖地型の牧草としても知られており、その方面での名はベイジーグラスである。ただし、牧草としてはシマスズメノヒエの方が優れ、本種の場合、特に老成したものは家畜が嫌うとのこと。